# Amt Brackenberg
Das Amt Brackenberg war ein historisches Verwaltungsgebiet des Fürstentums Göttingen bzw. des Königreichs Hannover.

## Geschichte
Das südlich von Hann. Münden und westlich von Friedland gelegene Amt geht auf die um 1351 erwähnte und schon 1486 niedergebrannte Brackenburg zurück. Es umfasste die Domäne/Försterei Brackenberg, die Dörfer Atzenhausen und Lippoldshausen, die Hälfte des seit 1618 zwischen Hessen-Kassel und dem Fürstentum Göttingen geteilten Dorfs Mollenfelde sowie das Hilwartshauser Klosterdorf Meensen. Seit 1713 wurde das Amt durch die Beamten des benachbarten Amts Friedland mitverwaltet. Durch Verordnung vom 2. Juni 1825 wurde es mit dem Amt Friedland vereinigt.